# Zastava M53
Zastava M53 — югославский единый пулемёт, производившийся компанией «Застава Оружие»; является нелицензионной копией немецкого пулемёта Второй мировой войны MG 42, созданной путём обратной разработки. В Югославии назывался «Гароня» (сербохорв. Гароња / Garonja Название и имя черного быка) и «Шарац» (сербохорв. Шарац / Šarac Имя и кличка красочной лошади.).

## Особенности
Как и его предшественник MG 42, Zastava M53 использует для стрельбы «маузеровские» патроны калибра 7,92 × 57 мм и стреляет по тому же принципу, что и MG 42 (отдача ствола с роликовым замедлением). Производство пулемёта было создано на основе MG 42, доставшихся югославским партизанам во время Второй мировой войны как трофейные. Стрельбу из пулемёта ведёт расчёт из трёх человек: один непосредственно управляет огнём, второй следит за перемещением патронной ленты и предотвращает заклинивание и осечки, а третий обеспечивает перезарядку пулемёта, подавая патронные ленты.
Пулемёт использовался в югославских войнах всеми участниками: практика показала, что при постоянном уходе за пулемётом и аккуратной перезарядке его эффективность была как минимум не хуже, чем у более современного советского ПКМ, который по техническим характеристикам несколько превосходит M53.

## Страны

### Текущие
- Хорватия: армия Хорватии использовала их в войне за независимость Хорватии
- Северная Македония: вооружённые силы Республики Македонии
- Ирак: экспортировались в 1980-е годы, использовались иракской армией во время войны с Ираном, войны в Персидском заливе и войны против США[2].
- Кипр
- Черногория
- Словения
- Босния и Герцеговина

### Бывшие
- Югославия
- СР Югославия